# Berenice Weichert
Berenice Weichert (* 1979) ist eine deutsche Synchronsprecherin.

## Leben
Weichert sprach im Alter von acht Jahren erste Synchronrollen. In der US-amerikanischen Sitcom Eine starke Familie sprach Weichert Al, die energische Tochter von Patrick Duffy, dargestellt durch Christine Lakin. Unter anderem sprach sie auch Anna Paquin in der X-Men-Filmreihe und vielen weiteren Filmen, Scarlett Johansson in Lovesong für Bobby Long, Reine Chefsache oder Good Woman – Ein Sommer in Amalfi sowie Hayley Atwell in den Spielfilmen des Marvel Cinematic Universe, Christopher Robin und Blinded by the Light. Parallel hat sie Medizin studiert und ist seit 2005 als Ärztin, jedoch nebenberuflich weiterhin als Sprecherin tätig. Sie ist auch häufig in Funk- und Fernsehspots zu hören. Sie ist mittlerweile auch auf dem Hörspiel- und Hörbuchmarkt tätig.
Ihr Sohn Kian ist ebenfalls als Synchronsprecher tätig.

## Synchronrollen (Auswahl)
Anna Paquin
- 1999: Eine wie keine als Mackenzie Siler
- 2000: X–Men als Marie D’Ancanto / Rogue
- 2002: Darkness als Regina
- 2003: X-Men 2 als Marie D’Ancanto / Rogue
- 2006: X-Men: Der letzte Widerstand als Marie D’Ancanto / Rogue
- 2008: Trick ’r Treat als Laurie
- 2011: Scream 4 als Rachel
- 2014: X-Men: Zukunft ist Vergangenheit als Marie D’Ancanto / Rogue
- 2016: Roots als Nancy Holt
- 2017: Bellevue als Annie Ryder
- 2017: Philip K. Dick’s Electric Dreams als Sarah
- 2018: Der Honiggarten – Das Geheimnis der Bienen als Dr. Jean Markham
- 2019: The Affair als Joanie Lockhart

Hayley Atwell
- 2011: Captain America: The First Avenger als Peggy Carter
- 2012: Marvel’s The Avengers als Peggy Carter (neu eingesprochene Szene aus Captain America: The First Avenger)
- 2013: Marvel One-Shot: Agent Carter als Peggy Carter (Kurzfilm)
- 2014: The Return of the First Avenger als Peggy Carter
- 2015: Avengers: Age of Ultron als Peggy Carter
- 2015: Ant-Man als Peggy Carter
- 2018: Christopher Robin als Evelyn Robin
- 2019: Avengers: Endgame als Peggy Carter
- 2019: Blinded by the Light als Mrs. Clay
- 2021, 2023–2024: What If…? als Peggy Carter/Captain Carter
- 2022: Doctor Strange in the Multiverse of Madness als Peggy Carter/Captain Carter

Rebecca Ferguson
- 2014: Hercules als Eugenia
- 2015: Mission: Impossible – Rogue Nation als Ilsa Faust
- 2016: Florence Foster Jenkins als Kathleen
- 2016: Girl on the Train als Anna Boyd
- 2017: Schneemann als Katrine Bratt
- 2017: Life als Miranda North
- 2018: Mission: Impossible – Fallout als Ilsa Faust
- 2019: Men in Black: International als Riza Stavros
- 2019: Doctor Sleeps Erwachen als Rose
- 2021: Dune als Lady Jessica
- 2023: Mission: Impossible – Dead Reckoning Teil Eins als Ilsa Faust
- 2024: Dune: Part Two als Lady Jessica

Scarlett Johansson
- 2004: Good Woman – Ein Sommer in Amalfi als Meg Windermere
- 2004: Lovesong für Bobby Long als Pursy Will
- 2004: Reine Chefsache als Alex Foreman

Amber Tamblyn
- 2005: Eine für 4 als Tibby Tomko–Rollins
- 2007: Eine ganz normale Clique als Wendy Bergman

Nora Arnezeder
- 2013: Angélique als Angélique de Peyrac
- 2021: Army of the Dead als Lilly

### Filme
- 1993: Lotta zieht um – Linn Gloppestad als Mia–Maria
- 1994: The Crow – Die Krähe – Rochelle Davis als Sarah
- 1995: Rettung für Kiah – Vinessa Shaw als Callie Carpenter
- 1996: Flucht aus Atlantis – Lisa Jakub als Anne
- 1999: Sofies Welt – Silje Storstein als Sofie Amundsen / Hilde Møller Knag / Olympe de Gouges
- 2001: The Hole – Keira Knightley als Frances „Frankie“ Almond Smith
- 2006: Das Schloss des Cagliostro – als Clarissa
- 2009: Ein fürsorglicher Sohn – Chloë Sevigny als Ingrid
- 2010: Tekken – Kelly Overton als Christie Monteiro
- 2012: Pusher – Agyness Deyn als Flo
- 2014: Am Sonntag bist du tot – Kelly Reilly als Fiona Lavelle
- 2017: Blade Runner 2049 – Carla Juri als Dr. Ana Stelline
- 2019: Stiller Verdacht – Laurence Arné als Alice Kertez

### Serien
- 1994–1999: Eine starke Familie – Christine Lakin als Alicia „Al“ Lambert
- 2006: Ghost Whisperer – Stimmen aus dem Jenseits – Saige Thompson als Leslie Youngblood
- 2006–2010: Lost – Tania Raymonde als Alexandra Rousseau
- 2008: Ghost Whisperer – Stimmen aus dem Jenseits – Leah Pipes als Kylie Sloan
- 2012: Titanic – Perdita Weeks als Lady Georgiana Grex
- 2013–2016: Masters of Sex – Caitlin Fitzgerald als Libby Masters
- 2018–2023: Manifest – Melissa Roxburgh als Michaela Beth Stone
- 2023: Navy CIS für Amber Friendly als Eden Greyson
- 2023: Navy CIS: Hawaiʻi für Kate Miner als Audrey Garrett
- 2023: Silo für Rebecca Ferguson als Juliette Nichols